# 劉富
劉富（1449年—？），字文華，義勇前衛軍籍，順天府密雲縣人，明朝政治人物。

## 生平
成化十三年（1477年）丁酉科順天鄉試第四十一名舉人，十七年（1481年）中式辛丑科會試第二百六十九名，二甲第七十四名進士。

## 家族
曾祖劉漢臣；祖父劉聚；父劉通，母張氏。具庆下。